# TM 31-210 Improvised Munitions Handbook
Le TM 31-210, Improvised Munitions Handbook (Manuel sur les munitions improvisées) est un manuel technique de 256 pages de l'Armée des États-Unis, destiné aux Forces Spéciales au Viêt Nam. Il a été publié pour la première fois en 1969 par le Département de la Guerre. 
Comme de nombreux autres manuels militaires américains, il a été déclassifié et rendu dans le domaine public à la suite de dispositions telles que le Freedom of Information Act (FOIA), et est désormais librement accessible au public sous forme électronique et imprimée.
Le manuel explique comment, dans les opérations de guerre non conventionnelles, pour des raisons logistiques ou de sécurité, il peut s'avérer impossible ou imprudent d'utiliser des munitions militaires conventionnelles comme outils lors de la conduite de certaines missions. Partant de cette considération, le manuel décrit la fabrication de divers types de munitions à partir de matériaux couramment utilisés, facilement disponibles localement dans les décharges ou dans les magasins normaux pour les articles civils (quincailleries, magasins de produits chimiques à usage domestique, etc.).
Le manuel a été mentionné dans des reportages par divers médias après avoir été saisi auprès de personnes soupçonnées de planifier des activités de guérilla ou de terrorisme,,,,.
Le manuel est l'une des meilleures références officielles sur la fabrication d'engins explosifs improvisés, et certaines des armes qui y sont décrites ont été utilisées contre les troupes américaines elles-mêmes par des troupes étrangères. Par exemple, le « piège avec grenade en conserve » a été utilisé contre les troupes américaines au Viêt Nam. En outre, le manuel a été retrouvé dans de nombreux refuges abandonnés de divers groupes islamistes, par exemple à Kaboul, Mazar-e Sharif et Kandahar (Afghanistan), ainsi que dans des camps d'entraînement détruits.
Le manuel TM 31-210 a fait l'objet de réflexions concernant les répercussions d'un accès facile du public aux informations sur la fabrication artisanale d'armes et d'explosifs.
Le manuel a également été mentionné dans la littérature scientifique, utilisé comme référence pour des ouvrages traitant de sujets tels que la balistique, les enquêtes criminelles, l'ingénierie de sécurité et l'antiterrorisme,.

## Sections
Le manuel technique de l'armée américaine au nom de code TM 31-210 se compose de sept sections principales :
- Explosifs et propergols (allumeurs compris) ;
- Mines et grenades ;
- Armes légères et munitions ;
- Mortiers et roquettes ;
- Dispositifs incendiaires ;
- Mèches, détonateurs et mécanismes de retard ;
- Divers.

La section Divers traite de la fabrication de divers types de mécanismes de déclenchement (pression, relâchement de pression, traction, etc.), une balance de précision de fortune, batteries électriques, barricades pare-balles de fortune, etc.

Le manuel se termine par deux annexes, qui traitent brièvement des propriétés de certains explosifs primaires et secondaires.

## Dans la culture populaire
Le manuel TM 31-210 est apparu comme un « Easter egg » dans le film d'animation Toy Story de 1995. Dans la scène où Woody est piégé sous une boîte en plastique bleue dans la chambre de Sid, un document intitulé « TM 31-210 Improvised Interrogation Handbook » peut être vu derrière lui, une référence claire au document réel,.